# Cyperus giganteus
Cyperus giganteus är en halvgräsart som beskrevs av Vahl. Cyperus giganteus ingår i släktet papyrusar, och familjen halvgräs. Inga underarter finns listade i Catalogue of Life.

## Bildgalleri

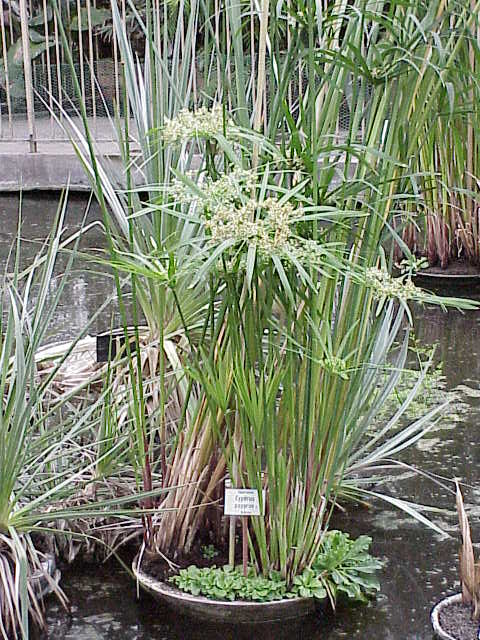